# Bernhard VII av Armagnac
Bernhard VII av Armagnac, död 1418, var en fransk greve.
Bernhard stod under inbördeskriget i Frankrike i början av 1400-talet mellan de burgundiska hertigarna och Karl VI:s bror, Ludvig av Orléans, på den senares sida. Partiet kallades efter honom armagnaker (franska armagnacs). Efter mordet på Ludvig av Orléans 1407 och särskilt 1415–18 hade Bernhard stort inflytande i Frankrike. Under ett folkupplopp i Paris 1418 dödades han av det burgundiska partiets anhängare.